# Roman Mstislavitsj
Roman Mstislavitsj (Russisch: Роман Мстиславич), bekend als Roman de Grote (ca. 1152 - Zawichost, 19 juni 1205) was een Russische prins, grootvorst van Kiev, lid van de Rurik-dynastie.
Hij was heerser van de Republiek Novgorod (1168-1170) en Wolynië (1170-1189, 1189-1205). Na de verovering van Galicië werd hij vorst van Galicië-Wolynië (1189, 1198/99-1205), en daarmee de heer van de westelijke Roes. In het begin van de 13e eeuw pasten Byzantijnse kroniekschrijvers de keizerlijke titel "autocraat" (αύτοκράτωρ) op hem toe, maar er is geen bewijs dat hij deze officieel aannam.
Hij voerde twee succesvolle campagnes tegen de Koemanen, waarvan hij terugkeerde met een groot aantal bevrijde gevangenen. Het effect van zijn overwinningen werd echter ondermijnd door nieuwe verdeeldheid onder de vorsten van de Roes.
Roman stierf in een gevecht met de Polen in de Slag bij Zawichost. De door hem gestichte dynastie zou tot 1340 over Galicië-Wolynië regeren.

## Vroege jaren
Hij was de oudste zoon van Mstislav Izjaslavitsj, toen vorst van Wolynië, en Agnes, een dochter van hertog Bolesław III van Polen.
Nadat de Novgorodiërs hun heerser, Svjatoslav IV Rostislavitsj, hadden verdreven, stuurde Mstislav, die eerder Kiev had bezet, Roman op 14 april 1168 naar Novgorod. De broers van Svjatoslav, de vorsten van Smolensk en vorst Andrej Joerjevitsj van Vladimir, die de heerschappij van Svjatoslav in Novgorod hadden gesteund, brachten de rest van het jaar echter met samenzweringen tegen Mstislav door. Nadat Mstislav in augustus 1170 stierf, verdreven de Novgorodiërs Roman en nodigden Andrej uit om vorst te worden. Andrej stuurde Rjoerik Rostislavitsj om over Novgorod te regeren.

## Vorst van Wolynië
Na de dood van zijn vader verkreeg Roman het vorstendom Wolynië. Hij onderwierp de Jatvingen en zette de gevangenen in om in plaats van ossen de ploegen op zijn landgoederen te trekken.
Hij trouwde met Predslava Rjoerikovna, een dochter van Rjoerik Rostislavitsj, die hem in Novgorod was gevolgd. Hun oudste dochter, Fjodora Romanovna, was getrouwd met Vasilko Vladimirovitsj, een kleinzoon van vorst Jaroslav Vladimirovitsj van Galicië, maar Vasilko wees haar later af.
Na de dood van Jaroslav Vladimirovitsj op 1 oktober 1187 ontstonden er een strijd tussen zijn twee zonen, Oleg en Vladimir. Roman drong er bij de Galiciërs op aan om Vladimir af te zetten en hemzelf tot hun vorst te maken, maar ze slaagden er niet in Vladimir te verdrijven of te doden. Toen de Galiciërs echter dreigden zijn vrouw te vermoorden, nam Vladimir haar mee en vluchtte naar koning Béla III van Hongarije. Volgens een latere kroniek werd Oleg door hertog Casimir II van Polen aangesteld om Galicië te regeren, maar de Galiciërs vergiftigden hem en nodigden Roman uit om hun vorst te worden. Bij het aanvaarden van hun aanbod, gaf Roman het patrimonium van Wolynië aan zijn broer, Vsevolod Mstislavitsj.
Om Vladimir te herstellen trok Béla op tegen Roman, en de Hongaren namen het vorstendom over. In plaats van Galicië terug te geven aan Vladimir, riep Béla zijn eigen zoon Andreas uit tot heerser. Roman werd gedwongen naar Wolynië te vluchten, maar Vsevolod weigerde hem de toegang. Hij zocht daarop hulp bij de Polen, maar ook zij weigerden. Uiteindelijk reed Roman naar zijn schoonvader, Rjoerik Rostislavitsj, in Belgorod en vroeg hem om militaire hulp. Desalniettemin sloegen de Hongaarse troepen zijn aanval af. Rjoerik hielp Roman zijn broer Vsevolod uit Wolynië te verdrijven en zijn patrimonium terug te vorderen.
Ondertussen slaagde Vladimir erin uit zijn Hongaarse gevangenschap te ontsnappen, en in 1190 stuurde hertog Casimir II Poolse troepen naar Galicië om zijn aanspraken te ondersteunen. Bij het naderen van de expeditie kwamen de bojaren in opstand tegen de Hongaren en verdreven de impopulaire Andreas. Vladimir vroeg zijn oom Vsevolod Joerjevitsj van Vladimir om zijn heerschappij te steunen. Vsevolod eiste dat alle vorsten van de Roes, waaronder Roman, beloofden Vladimir in Galicië niet uit te dagen, en deze stemden daarmee in.
Op 17 mei 1195 wees de schoonvader van Roman, grootvorst Rjoerik Rostislavitsj, domeinen in de Kievse landen toe aan de vorsten in de dynastie van Monomach, en Roman ontving Tortsjesk, Trypillja, Korsoen, Bogoeslav en Kaniv. Toen hij hiervan hoorde dreigde Vsevolod echter oorlog te voeren. Daarom stemde Roman ermee in om de steden af te staan in ruil voor vergelijkbare domeinen of een passende betaling. Rjoerik gaf daarop de vijf steden aan Vsevolod, die op zijn beurt Tortsjesk overhandigde aan zijn schoonzoon Rostislav, de broer van Roman's vrouw Predslava. Toen hij hoorde dat zijn zwager Tortsjesk had ontvangen, beschuldigde Roman zijn schoonvader ervan dat hij van meet af aan had bedacht om de stad aan zijn zoon te geven. Rjoerik waarschuwde Roman dat ze het zich niet konden veroorloven om Vsevolod van zich te vervreemden, omdat alle prinsen van de Monomach-dynastie hem als hun oudste erkenden.
Roman weigerde zich te laten kalmeren en smeedde een samenzwering tegen zijn schoonvader. Hiertoe wendde hij zich tot vorst Jaroslav II Vsevolodovitsj van Tsjernigov, die ermee instemde zich bij hem aan te sluiten. Toen Rjoerik hoorde dat Roman Jaroslav had overgehaald om Kiev in te nemen, bracht hij Vsevolod Joerjevitsj op de hoogte. Uit angst voor vergelding reed Roman naar de Polen, waar hij gewond raakte in de strijd, en hij werd gedwongen om Rjoerik om clementie te vragen. Nikifor, de metropoliet van Kiev, verzoende de twee prinsen, en Rjoerik gaf Roman de vesting Polonyy (ten zuidwesten van Kamjanets) en een district aan de rivier de Ros.
In de herfst van 1196 beval Roman zijn luitenants om Polonyy te gebruiken als hun basis voor het overvallen van de domeinen van de broer van zijn schoonvader, vorst David Rostislavitsj van Smolensk, en zoon, vorst Rostislav Roerikovitsj van Tortsjesk. Rjoerik nam wraak door zijn neef, vorst Mstislav Mstislavitsj van Trypillja, naar Vladimir Jaroslavitsj van Galicië te sturen om gezamenlijk het land van Roman aan te vallen. Dienovereenkomstig verwoestten Vladimir en Mstislav het district van Roman rond Peremysjl, terwijl Rostislav en zijn troepen het district van Roman bij Kamjanets aanvielen. Rond die tijd begon Roman zich af te keren van zijn vrouw Predslava, de dochter van Rjoerik, en dreigde haar op te sluiten in een klooster.

## Vorst van Galicië-Wolynië
Na de dood zonder opvolger van Vladimir in 1198 (of 1199) maakten meerdere partijen aanspraak op Galicië. Rjoerik kon nu stellen dat nadat de dynastie van Galicië was beëindigd, het gebied was teruggekeerd naar de jurisdictie van de vorst van Kiev. De vorsten van beide takken van de Olgovitsji (de vorsten van Tsjernigov) konden beweren dat hun huwelijksband met de voormalige dynastie hen het recht gaf om over Galicië te regeren. Ook de Hongaren hadden tien jaar eerder al een bod uitgebracht op het domein. De Galiciërs vroegen Rjoerik om zijn zoon Rostislav, maar Roman reed naar de nog minderjarige hertog Leszek I van Polen en beloofde hem te steunen in zijn strijd tegen diens oom Mieszko III, als de Poolse heerser hem hielp Galicië te winnen. Toen de Galiciërs Roman weigerden te verwelkomen, belegerde Leszek het vorstendom, en na het veroverd te hebben, dwong hij hen Roman als vorst te accepteren. Roman beloofde ondergeschikt te zijn aan de hertog van Polen en in vrede te leven met zijn nieuwe onderdanen.
Roman richtte zijn aandacht op de Koemanen, die de Byzantijnse belangen op het Balkanschiereiland bedreigden, en stemde ermee in keizer Alexios III Angelos te hulp te komen. Dit bracht de nomaden een zware slag toe. In 1200 trouwde Roman met de Byzantijnse prinses Anna-Euphrosyne, dochter van keizer Isaäk II Angelos. De band met Byzantium hielp de betrekkingen van Galicië met de Slavische bevolking aan de Neder-Dnjestr en Beneden-Donau te stabiliseren.
Kort daarna begon Roman grote schade aan te richten aan de domeinen van Rjoerik Rostislavitsj en andere vorsten. In 1201 riep Rjoerik de Olgovitsen op om strijd te voeren tegen Roman. Roman anticipeerde hun aanval en verzamelde de troepen van zijn vorstendom; de Monomachi en de Turkse Tsjornye Kobloeki sloten zich ook bij hem aan. De bewoners van Kiev openden de poorten van de Podol voor Roman. Deze dwong Rjoerik en de Olgovitsji tot capitulatie. Hij gaf Kiev, met toestemming van Vsevolod III Joerjevitsj, aan vorst Ingvar Jaroslavits van Loetsk.
Op 2 januari 1203 heroverden Rjoerik en de Olgovitsji Kiev. Roman vroeg Vsevolod om vrede te sluiten met de Olgovitsji, en nadat hij hetzelfde had gedaan, marcheerde hij op 16 februari 1203 in Ovroetsj tegen Rjoerik. Deze onderwierp zich aan Roman en Vsevolod, en beloofde de betrekkingen met de Olgovitsji en de Koemanen te verbreken. Roman adviseerde hem ook om Vsevolod te vragen hem in Kiev te herstellen en beloofde zijn verzoek te steunen. Bijgevolg vergaf Vsevolod Rjoerik en herbenoemde hem in de stad.
Die winter vielen Rjoerik, Roman en andere vorsten van de Roes de Koemanen aan, waarbij velen gevangen genomen werden. Ze ontmoetten elkaar later in Trypillja om domeinen toe te wijzen in overeenstemming met de diensten die elke prins had geleverd ter verdediging van de Roes. Maar ze kregen ruzie, en Roman greep Rjoerik, stuurde hem naar Kiev en liet hem als monnik een tonsuur maken. Hij dwong ook Rjoerik's vrouw Anna en dochter Predslava - zijn eigen vrouw die hij verstoten had - in een klooster, en nam Rjoerik's zonen Rostislav en Vladimir Rjoerikovitsj mee naar Galitsj.
Ondertussen waren de betrekkingen tussen Roman en hertog Leszek I van Polen om zowel religieuze als persoonlijke redenen verslechterd. Leszek was een vrome rooms-katholiek, en het was waarschijnlijk op zijn suggestie dat paus Innocentius III in 1204 zijn gezanten naar Roman stuurde, hem aanspoorde het rooms-katholicisme te aanvaarden en beloofde hem onder de bescherming van het zwaard van Sint-Pieter te plaatsen. Het antwoord van Roman, zoals vastgelegd in de Radziwiłł-kroniek, was karakteristiek genoeg: wijzend op zijn eigen zwaard, vroeg hij de gezanten: "Is het zwaard van de paus vergelijkbaar met het mijne? Zolang ik de mijne draag, heb ik geen ander nodig."
Leszek en zijn broer, hertog Koenraad I van Mazovië, ondernamen een verrassingsaanval tegen Roman. Deze was hier niet op voorbereid en werd gedood in de eerste slag bij Zawichost.
Volgens een andere versie wilde Roman zijn rijk uitbreiden ten koste van Polen en stierf in een hinderlaag terwijl hij Pools grondgebied betrad.

## Huwelijken en kinderen
1. Predslava Rjoerikovna, dochter van grootvorst Rjoerik Rostislavitsj van Kiev en diens vrouw Anna Joerjevna van Toerov
- Fjodora Romanovna (? - na 1200), getrouwd met Vasilko Vladimirovitsj van Galicië
- Jelena (Maria?) Romanovna (? - na 1241), getrouwd met Michaël Vsevolodovitsj van Tsjernigov
- (?) Salomea Romanovna (? - voor 1220), getrouwd met Svjatopolk I van Pommerellen (haar moeder is niet zeker)

2. (1197/1200): Anna-Euphrosine, dochter (?) van keizer Isaac II Angelos
- Daniel Romanovitsj van Galicië (1201/1202–1264)
- Vasilko Romanovitsj van Galicië (1203/1204–1269)

- Gemeinsame Normdatei: 1018166742
- International Standard Name Identifier: 0000 0000 4792 9870
- Library of Congress Control Number: n2001041727
- Nationale Bibliotheek van Letland: 000185369
- Nationale Bibliotheek van Tsjechië: js2011649878
- Système universitaire de documentation: 110209990
- Virtual International Authority File: 173307731